# Vertigo (slak)
Vertigo of korfslakken is een geslacht van slakken uit de familie Vertiginidae. De typesoort van het geslacht is Vertigo pusilla O.F. Müller, 1774.

## Kenmerken
Vertigo-soorten zijn kleine dieren met een schelp die hoger is dan breed, en een hoogte tussen ongeveer anderhalf en drie millimeter. De schelp is meestal rechtsgewonden maar er is ook een aantal soorten die linksgewonden zijn. Er is een stompe top en een grote laatste winding.

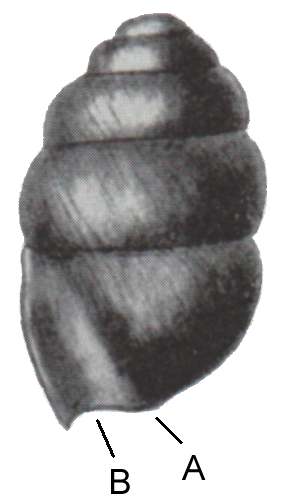
Nekrichel (A) en nekgroef (B) bij Vertigo moulinsiana

Vlak voor de mondrand is de winding bij veel soorten parallel aan de mondrand ingesnoerd. Voor, en parallel aan deze insnoering is de winding juist opgezwollen. Insnoering en bolling worden nekgroef en nekzwelling genoemd (Zie afbeelding). De meeste soorten vertonen een mondbewapening: in de mondopening is een aantal tanden en lijsten aanwezig. Er is een nauwe of gesloten navel. Het schelpoppervlak is meestal alleen voorzien van een radiale sculptuur die vaak alleen uit striae bestaat maar die zich ook tot ribjes ontwikkeld kan hebben. Windingsrichting, mondbewapening, aan- of afwezigheid van een nekgroef en een nekzwelling en sculptuur zijn belangrijke taxonomische kenmerken die voor determinatie kunnen dienen.

## Verspreiding en leefgebied
Vertigo komt voor in Europa, Noord- en Oost-Azië, Japan, Midden- en Noord-Amerika, West-Indië en de Bermuda-eilanden. Het geslacht is bekend sinds het Paleoceen
In West-Europa komt een zestiental soorten voor, inclusief enkele die alleen lokaal uit pleistocene afzettingen bekend zijn en een uitgestorven soort. Daarnaast zijn er uit dit gebied veel uitgestorven neogene en paleogene soorten bekend. Van de soorten die uit de levende fauna en uit de kwartaire afzettingen van Nederland en België bekend zijn, zijn de kenmerken samengevat in onderstaande tabel.

## Soorten
- Vertigo angustior Jeffreys, 1830
- Vertigo hebardi Vanatta, 1912
- Vertigo marciae Nekola & Rosenberg, 2013
- Vertigo ovata (Say, 1822)
- Vertigo pusilla O. F. Müller, 1774
- Vertigo pygmaea (Draparnaud, 1801)

## Determinatietabel Korfslakken
|                             | angustior                         | pusilla                        | alpestris          | antivertigo                  | genesii                   | geyeri                             | moulinsiana                | pygmaea                    | substriata                            |
| Schelp                      |                                   |                                |                    |                              |                           |                                    |                            |                            |                                       |
| Windingsrichting            | links                             | links                          | rechts             | rechts                       | rechts                    | rechts                             | rechts                     | rechts                     | rechts                                |
| Grootste hoogte             | 1,9                               | 2,1                            | 2,0                | 2,2                          | 2,1                       | 1,9                                | 2,7                        | 2,2                        | 2,0                                   |
| Grootste breedte            | 1,0                               | 1,2                            | 1,2                | 1,4                          | 1,2                       | 1,2                                | 1,5                        | 1,2                        | 1,2                                   |
| Aantal windingen            | 4,5-5                             | 5-5,5                          | 4,75-5             | 4,5-5                        | 5                         | 4,75-5                             | 4,25-5                     | 4,25-5                     | 4-4,5                                 |
| radiale sculptuur           | ribjes                            | striae                         | fijne striae       | fijne striae; bijna glad     | glad                      | striae                             | striae                     | striae; bijna glad         | ribjes                                |
| schelpkleur levende exx     | roodbruin tot bruinachtig         | geelbruin tot hoornbruin       | bleek gelig bruin  | kastanjebruin tot roodbruin  | bleek roodachtig bruin    | bleek roodachtig bruin             | lichtbruin tot donkerbruin | lichtbruin tot donkerbruin | bleek gelig, geelbruin tot hoornbruin |
| schelpkleur dode exx        | lichtbruin                        | lichtbruin                     | wit tot bruin      | kastanjebruin                | licht kastanjebruin       | lichtbruin                         | bruin                      | lichtbruin                 | wit tot gelig                         |
| glans van de schelp         | mat- zijdeglanzend                | sterk                          | mat- zijdeglanzend | sterk                        | sterk                     | sterk                              | sterk                      | mat                        | zijdeglanzend                         |
| Mondopening                 |                                   |                                |                    |                              |                           |                                    |                            |                            |                                       |
| nekgroef&richel             | ja                                | ja                             | nee                | ja                           | nee                       | nee                                | ja                         | ja                         | ja                                    |
| mondrand palataal ingedeukt | sterk                             | sterk                          | niet               | sterk                        | niet                      | niet                               | sterk                      | zwak                       | bijna niet                            |
| mondrand verdikt            | zwak                              | zwak                           | duidelijk          | zwak                         | nauwelijks                | nauwelijks                         | zwak                       | zwak                       | zwak                                  |
| mondrand omgeslagen         | sterk                             | zwak                           | zwak               | zwak                         | zeer zwak                 | zeer zwak                          | zwak                       | zwak                       | zeer zwak                             |
| callus                      | sterk                             | sterk                          | sterk              | sterk                        | zwak                      | zwak                               | sterk; wit                 | zwak                       | sterk                                 |
| mondbewapening              |                                   |                                |                    |                              |                           |                                    |                            |                            |                                       |
| aantal tanden               | 4-5                               | 6-9                            | 3-4                | 6-11                         | 1                         | 4                                  | 4-5                        | 4-7                        | 6                                     |
| pariëtale tanden            | 2                                 | 2                              | 1                  | 2-4                          | 1                         | 1                                  | 1                          | 1                          | 2                                     |
| columellaire tanden         | 1 (lamelvormig)                   | 2-3                            | 1                  | 2                            | -                         | 1                                  | 1                          | 2-4                        | 2                                     |
| palatale tanden             | 1-2                               | 2-3                            | 1-2                | 2-5                          | -                         | 2                                  | 2                          | 1-2                        | 2                                     |
| basale tanden               | -                                 | 1                              | -                  | -                            | -                         | -                                  | soms 1                     | -                          | -                                     |
| Verspreiding en habitat     |                                   |                                |                    |                              |                           |                                    |                            |                            |                                       |
| Levende fauna               | B&N                               | B&N                            | -                  | B&N                          | -                         | -                                  | B&N                        | B&N                        | B&N                                   |
| fossiel bekend              | B&N                               | B&N                            | B&N                | B&N                          | B&N                       | B&N                                | B&N                        | B&N                        | B&N                                   |
| I/G                         | I                                 | I                              | I                  | I                            | G                         | I&G                                | I                          | I&G                        | I                                     |
| habitat                     | vooral permanent drassig grasland | in bossen en bosachtig terrein | parklandschap      | vochtig en moerassig terrein | moerassen, ook in bronbos | moerassen met constant waterniveau | moerassig terrein; bronbos | eurytoop                   | vrij vochtig bos                      |
| Afbeeldingen                |                                   |                                |                    |                              |                           |                                    |                            |                            |                                       |
| afbeelding                  |                                   |                                |                    |                              |                           |                                    |                            |                            |                                       |

Gebruikte afkortingen:
- B = België
- N = Nederland
- G = glaciaal
- I = interglaciaal
- exx = exemplaren

Columella: aspera · 
columella · 
edentula

Vertigo:
alpestris · 
angustior · 
antivertigo · 
genesii · 
geyeri · 
heldi · 
lilljeborgi · 
modesta · 
moulinsiana · 
parcedentata · 
pusilla · 
pygmaea · 
ronnebyensis · 
substriata

Truncatellina:
arcyensis · 
callicratis · 
claustralis · 
costulata · 
cylindrica · 
monodon